# 法蘭克尼亞鐵路
法蘭克尼亞鐵路（德語：Frankenbahn）是德國巴登-符騰堡州和巴伐利亞州下法蘭克尼亞之間全長180公里的鐵路線，連接斯圖加特至維爾茨堡。路線名稱來自路線大部分都通過法蘭克尼亞地區。路線首段於1848年通車，是德國較早的鐵路線之一。主線現已電氣化，並大致複線化。